# Saint-Jores
Saint-Jores is een voormalige gemeente in het Franse departement Manche in de regio Normandië. De plaats maakt deel uit van het arrondissement Coutances.

## Geschiedenis
De gemeente maakte deel uit van het kanton Périers tot dit op 22 maart 2015 werd opgeheven en Saint-Jores werd opgenomen in het kanton Créances. De gemeente fuseerde op 1 januari 2016 met Coigny, Lithaire en Prétot-Sainte-Suzanne tot de commune nouvelle Montsenelle.

## Geografie
De oppervlakte van Saint-Jores bedraagt 12,9 km², de bevolkingsdichtheid is 35,8 inwoners per km².
De onderstaande kaart toont de ligging van Saint-Jores met de belangrijkste infrastructuur en aangrenzende gemeenten.

## Demografie
Onderstaande figuur toont het verloop van het inwonertal (bron: INSEE-tellingen).

Coigny · Lithaire · Prétot-Sainte-Suzanne · Saint-Jores
1. ↑  Populations légales 2018.